# Cormorão-de-lunetas
O cormorão-de-lunetas ou cormorão-de-steller (Urile perspicillatus) era uma ave da família dos cormorões que vivia nas ilhas do estreito de Bering no Pacífico Norte. A espécie foi descrita pela primeira vez pelo naturalista alemão Georg Steller em 1741, na expedição que também resultou no primeiro registo visual dos dugongos-de-steller. O cormorão-de-lunetas extinguiu-se em 1850.
O cormorão-de-lunetas tinha em média 1 metro de comprimento e era maior que os outros cormorões. A plumagem era verde-escura, com tons metálicos azulados e uma mancha branca nos flancos. Os machos não tinham penas na zona em torno dos olhos, onde a pele de cor branca parecia descrever um par de lunetas, daí o nome atribuído por Steller. Outra manifestação de dimorfismo sexual era a presença, nos machos, de uma crista dupla de penas verde-azuladas, decorada com penas mais finas e longas de cor amarela que se espalhavam na cabeça e pescoço. As fêmeas, para além de não apresentarem estes elementos, eram menores. As suas asas eram bastante reduzidas para o seu tamanho geral, com cerca de 30 cm de comprimento, e em consequência o cormorão de lunetas quase não voava. Esta ave passava a maior parte do tempo dentro de água, e, nas ilhas que visitava para descansar e reproduzir-se, não tinha predadores naturais.
A fraca capacidade de voo e falta de agilidade em terra fizeram do cormorão-de-lunetas uma presa fácil para os pescadores e baleeiros que visitavam a área do estreito de Bering. As aves eram uma fonte de alimento prática e eram consideradas uma especialidade gastronómica. Uma vez que a sua distribuição era bastante reduzida, o cormorão-de-lunetas não resistiu à pressão e extinguiu-se.